# Капуста, Николай Николаевич
Николай Николаевич Капуста (укр.  Микола Миколайович Капуста) — художник-карикатурист, график, журналист. Заслуженный журналист Украины (1996). Член Союза художников Украины, почётный член Национального союза писателей Украины.

## Биография
Родился в Макеевке 31 июля 1938 года. При рождении получил имя Эдуард, но сменил его в паспорте на Николай..
В 1957 году окончил Луганское художественное училище по специальности скульптор. Работал художником газеты «Радянська Донеччина», редактором отдела иллюстраций газеты «Жизнь» (Донецк). Участвовал более чем в пятистах международных, всесоюзных и республиканских выставках карикатуры.
Первые карикатуры опубликовал в 1953 году. В 1957 году становится известным, работая в издании «Советская Донетчина». В 1963 году женится на Любови Басовой.
В 2016 году принял участие в международной выставке карикатур «Карлюка», которая прошла в Полтавском художественном музее. Также в 2016 году проиллюстрировал книгу «Чотири нявкісти і Він» Павла Куща.
Умер 16 ноября 2019 года в больнице из-за тромба.

## Награды
Имеет более ста призов на различных конкурсах карикатуры.
В 1967 году получил первый приз от журнала «Перец».
В 1973 году получил 3-ю премию на конкурсе карикатуры в Габрово.
В 2002 году победил в румынском международном конкурсе карикатур в честь 150-летия со дня рождения Иона Караджале.
В 2007 году стал лауреатом всеукраинского конкурса «Золотое перо».
В 2008 году получил «Экселенс-приз» на конкурсе карикатуры от японской газеты «Иомиури», тема «Затруднения». На победившей работе изображен шеф-повар на открытии ресторана, у которого сломались ножницы, и он вынужден перегрызать ленточку из сосисок.

## Выставки
- 2011 — «Жартома про серйозне». Донецкий областной художественный музей[10]
- 2011 — Передвижная международная выставка «Плюс 1°С. Климатические изменения языком карикатуристов Украины и Швеции». Донецкий дом работников культуры[11][12], Днепропетровский художественный музей[13], Центр визуальной культуры НаУКМА (Киев)[14]
- 2011 — «Навстречу Евро-2012». Донецкий областной краеведческий музей[15]
- 2011 — выставка в музее-усадьбе В. И. Немировича-Данченко, Нескучное[16]

### Иллюстрации
- Ластовенко, Б. Я. Снежница : Рассказы / Борис Ластовенко ; Худож. Н. Н. Капуста. — Донецк : Донбас, 1980. — 111 с. : ил.
- Юрченко, В. В. Сатирони : Гумор, сатира / Валентин Юрченко ; Худож. М. М. Капуста. — Донецьк : Донбас, 1989. — 62 с. : іл. — 5-7740-0396-5
- Гребінка, Є.П. Твори / Є.П. Гребінка, Л.І. Глібов ; Передм. В. П. Кочигіна, П. Й. Колесника, Худож. Н. Н. Капуста. — Донецьк : Донбас, 1986. — 183 с. : іл. — (Шкільна б-ка).
- Кущ, П. В. КотоВАСІЯ : ЛІТОпис / П. В. Кущ ; Худож. М. Капуста. — Донецьк : Журн «Донбас», 2006. — 164 с. — 966-108-10-4
- Наумов, А. И. Голубая мечта [ Текст ] : юморист. повесть в эпизодах / А. И. Наумов; предисл. О. Черногуза, худож. Н. Н. Капуста. — Донецк : Донбас, 1986. — 166 с. : ил.

### Авторские альбомы и каталоги
- Николай Капуста. Мастера советской карикатуры. Николай Капуста. — Советский художник, 1989. — 48 с. — (Мастера советской карикатуры). — 125 000 экз. — ISBN 5269-00086-5.

### Публицистика Николая Капусты
- Капуста, М. Митецтво передати світ краси : [вист. вінниць. худож. О.Ковальчука у Донец. обл. худож. музею] / М.Капуста // № 7. — С.68-69.
- Капуста, Н. Співець рідного краю [ Текст ] : [про роботи худож. В. Шенделя] / М. Капуста // ДОНБАС. 2010. № 3. — С.152.
- Капуста, Н. Поэзия на полотне [ Текст ] : [о худож. Г. Тышкевиче и его работах] / Н. Капуста // ДОНБАС. 2010. № 3. — С.153-155.